# Герреро
Герре́ро (исп. Guerrero; испанское произношение: [ɡeˈreɾo]), полное официальное наименование: Свободный и Суверенный штат Герреро (исп. Estado Libre y Soberano de Guerrero) — один из 31 штатов Мексики. Административный центр штата — город Чильпансинго. Численность населения, по данным переписи 2020 года, составила 3 540 685 человек.

## Этимология
Название штату было дано при его создании, 27 октября 1849 года, в честь борца за независимость Мексики и второго президента страны Висенте Герреро (исп. Vicente Ramón Guerrero Saldaña, 1782—1831).

## География и климат

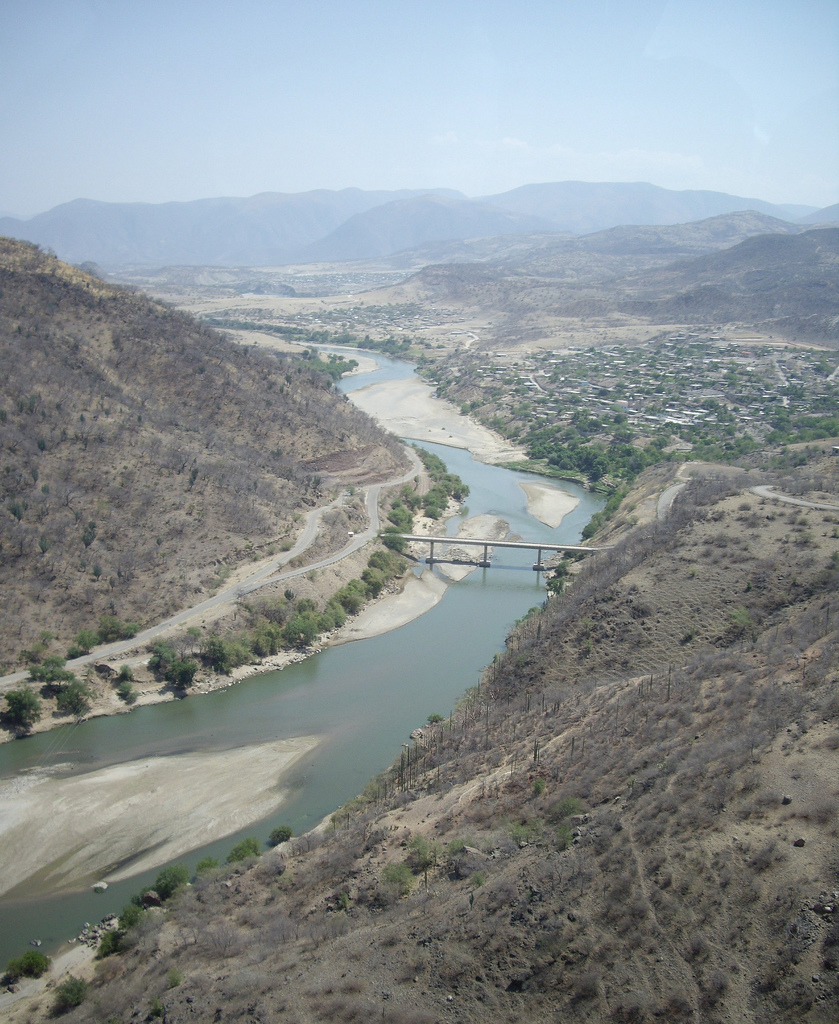
Река Бальсас

Территория штата Герреро составляет 63 749 км², граничит со штатами Мехико, Морелос, Пуэбла, Мичоакан, Оахака; на западе омывается Тихим океаном. Север и восток штата занимают горы, большая часть которых покрыта лесами. Горы региона принадлежат к системе Сьерра-Мадре-дель-Сур. Вдоль реки Бальсас находятся низменный регион Тьерра-Кальенте. Побережье подразделяют на 2 региона: Коста-Чика (от Акапулько до границы с Оахакой) и Коста-Гранде (к западу от Акапулько до реки Бальсас). Большая часть сельского хозяйства региона сосредоточена на побережье. Побережье простирается почти на 500 км и включает ряд заливов, лагун и островов.
Климат штата характеризуется как влажный тропический на высоте ниже 2000 м над уровнем моря. В горах, вдали от побережья, климат характеризуется как влажный умеренный. Флора региона зависит от высоты над уровнем моря, для горных районов, расположенных на высотах 1500—2000 м над уровнем моря и выше характерны леса из сосны и пихты, на более низких высотах к ним добавляются несколько видов тропических деревьев. На равнинах побережья произрастают тропические леса.

## История

### Доколониальный период

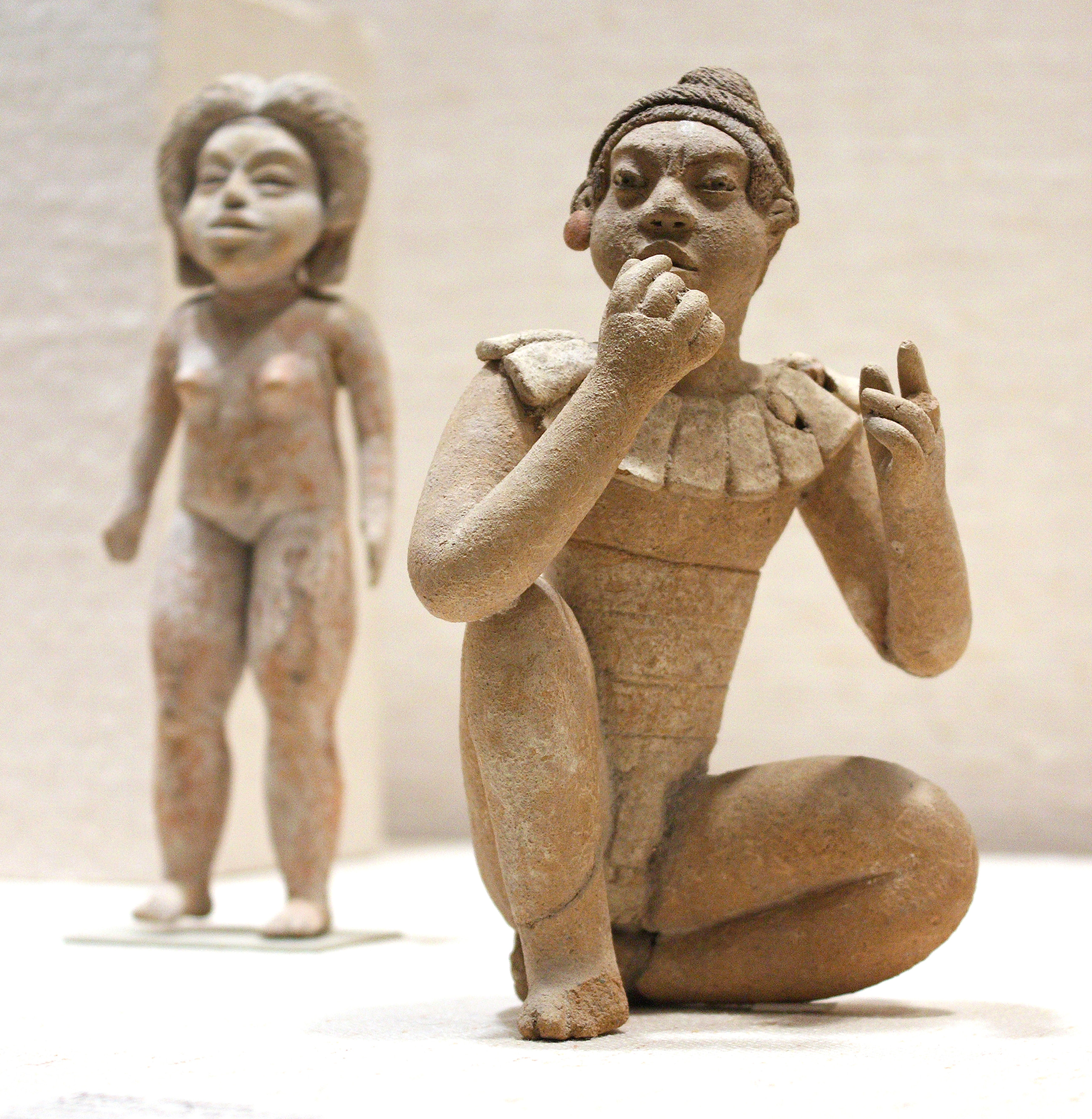
Две фигурки из раскопок в Шочипале (Xochipala)

Штат Герреро находится в регионе, который в древности назывался Zihuatlán (на ацтекском — «место совета женщин»). Люди, которые оставили следы своего существования в различных пещерах, здесь появились примерно 20 000 лет назад. Территорию занимали кочевники, которые путешествовали в разные регионы в поисках пищи и жилья.
Примерно до 8000 лет назад климат весьма благоприятствовал для проживания там людей. После похолодания климата численность населения уменьшилась и оно сконцентрировалось в горных областях. Позже поселения людей появились и на побережье. На этих участках были найдены изделия из керамики, орудия труда и другие артефакты. Основным продуктом питания местного населения были продукты из обработанного зерна, называвшегося teocintle. Неясно пока, какой народ представлял население здешних мест. Возможно, это были полулегендарные ольмеки, которые мигрировали сюда, или же неизвестные племена и роды, которые находились под влиянием ольмеков. Это влияние прослеживается в наскальных рисунках, найденных в Хуштлауаке (Juxtlahuaca), и каменных орудиях и нефритовых драгоценностях того периода. В конечном итоге народы области реки Mexcala развивали свою отличную от других культуру, названную Mezcala или Mexcala. Она характеризуется скульптурой и керамикой, которые отличает простота. Позже культура местных народов попала под влияние Теотиуакана. Поздние миграции принесли сюда племена пурепечей, миштеков, майя и сапотеков, которые оставили свои следы в местных культурах и основали торговые центры около 7 в. н. э.
В 8-м столетии стало чувствоваться тольтекское влияние. С XII по XV век различные народы данной территории попали под влияние чичимеков, достигнув кульминации в доминировании ацтеков к XV веку. В XI веке сюда пришли новые волны миграции с севера, которые включали ацтеков, занявшие центральную часть штата и пурепеча, которые прошли на запад территории. К XV веку территорию современного штата Герреро населяли множество народов, которые, однако, не создали здесь ни одного крупного города или цивилизационного центра. Самые важные из тех народов были пурепечи, китлатеки, окитеки, матласинка — в Тьерра Кальенте, чонтали и тлауики в Сьерра дель Норте, коишки и тепостеки на Центральных Долинах, тлапанеки и миштеки в Ла Монтанье, хопи, миштеко и амусго в Коста Чика и толимеки, чубиа, пантеки и китлеки в Коста Гранде. Большинство из них жило в мелких владениях с умеренной социальной стратификацией. Одной отличительной чертой этих народов было использование хлопковых элементов одежды.
Ацтеки стали вторгаться в область Герреро в начале 1414 года под руководством Чимальпопоки, в процессе завоевания долины Толуки. В 1433 году Итцкоатль вторгся в Тьерра Кальенте. Он атаковал китлатеков, живших между реками Телолоапан и Кокула. В 1440 году Ацтекская Империя контролировала север штата или область Ла Монтанья. Попытки взять Коста Чику, которую населяли хопи, начавшиеся в 1452 году, провалились. Между 1452 и 1511 годами произошел ряд сражений, прежде чем область была полностью завоёвана ацтеками. Здесь было образовано семь провинций Ацтекской империи. В течение испанского завоевания Ацтекской империи, последний её император Куаутемок пришёл из Ишкатеопана.

### Колониальный период

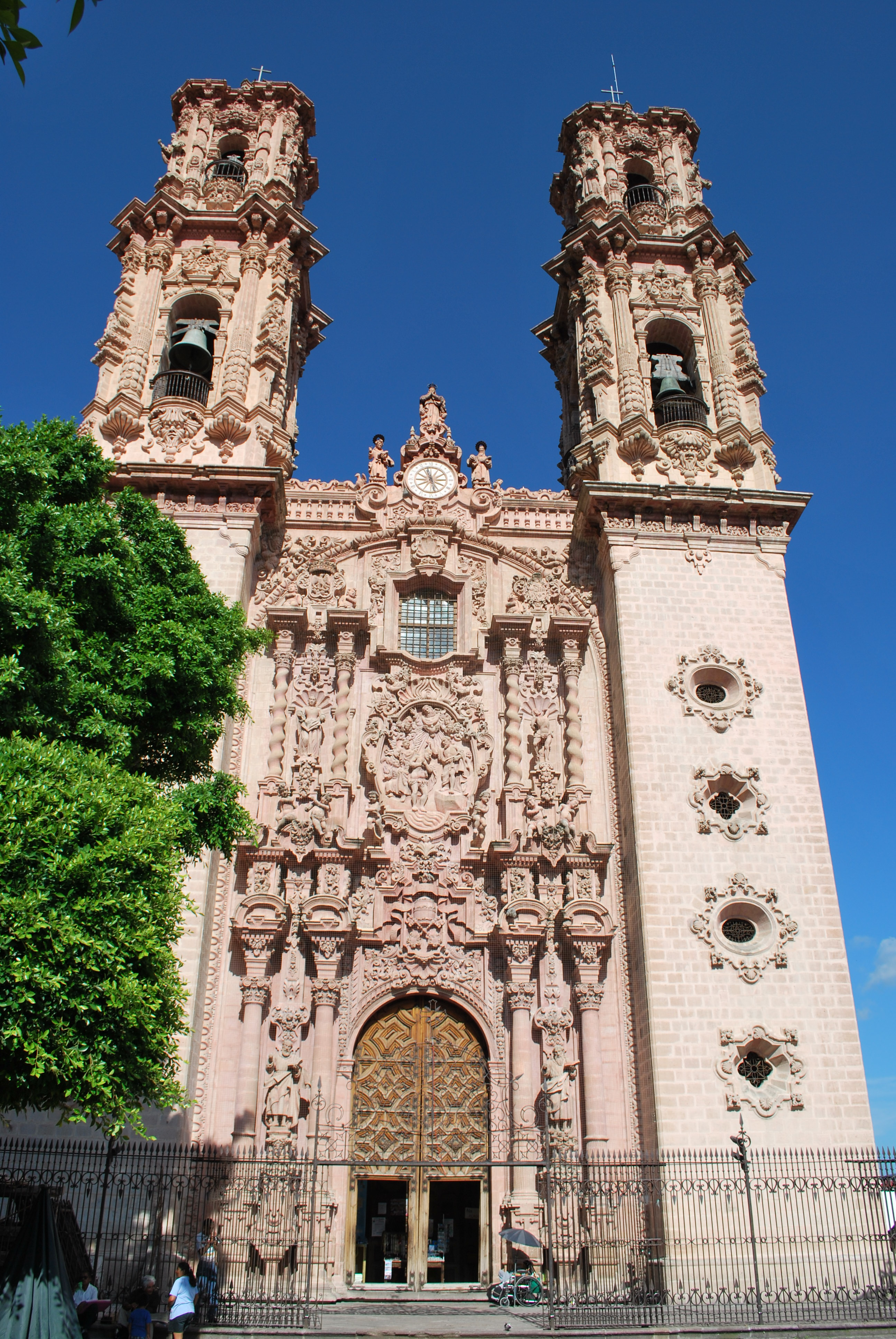
Церковь Святой Приски в Taxco

После падения Теночтитлана испанцы не встретили здесь особого сопротивления народов области Герреро, и многие из них, например амусго, примкнули к европейцам. В 1521 году Родриго де Кастаньеда вошёл в область Таско (Тахсо), в то время, как Гонсало де Сандоваль прошёл регион чонталей — Сьерра Норте, долину Игуала, а позже Коста Чику. Хуан Родригес де Вильяфуэрте взял область Коста Гранде.
После испанского завоевания территория составила часть аудиенсии Мехико, которая первоначально состояла из провинций прежней ацтекской империи и вошла в состав вице-королевства Новая Испания. Из-за удобного побережья область штата Герреро была весьма привлекательной для испанцев. Первый тихоокеанский испанский порт Сиуатанехо использовался для торговли, рыболовства и ловли жемчуга. Из-за полезных ископаемых другая важная область для испанцев была Таско. Земли были разделены на 76 энкомьенд, данных конкистадорам для эксплуатации шахт, сельхозугодий, лесов и индейцев. Усилия по крещению были предприняты августинцами в Центральных долинах, Ла Монтанье и Тьерра Кальенте, в то время, как францисканцы обращали северные области, Коста-Гранде и Акапулько.
В первой половине XVI века, из-за болезней, принесённых испанцами, а также зверской эксплуатации индейцев произошло вымирание большей части местного населения. Это привело к тому, что в область стали ввозить чёрных рабов из Африки. В этот период стали возникать различные политические структуры, названные «pueblos» или «Индейские республики». Таких самоуправляющихся предшественников муниципалитетов насчитывалось в Герреро 213.
В течение испанского колониального периода Акапулько стал главным западным портом Новой Испании, соединив эту часть испанской империи с Азией. Манильские галеоны прибывали сюда каждый год, привозя шелка и другие товары из Китая, Индии и других азиатских областей.
Ко второй половине XVIII века осталось немного индейцев, а эксплуатация тех, кто выжил, носила различные формы рабства. Акапулько стал самым важным городом области, а его мэр управлял большой частью территории Герреро. Эта область тогда принадлежала трём интенденсиям или муниципалитетам — Пуэбла, Мехико и Вальядолид.
Во время мексиканской войны за независимость народы территории поддержали Мигеля Идальго-и-Костилью. В течение первой части войны Хосе Мария Морелос боролся на стороне Идальго-и-Костильи в южной части Мексики, включая область Акапулько и Коста Гранде. Однако повстанцы никогда не могли взять порт. Они смогли взять под свой контроль территории в центре Герреро. Морелос взял Чильпансинго и открыл Конгресс Аньяуака, который издал 6 ноября 1813 года документ под названием Sentimentos de la Nacion.

### Период независимости

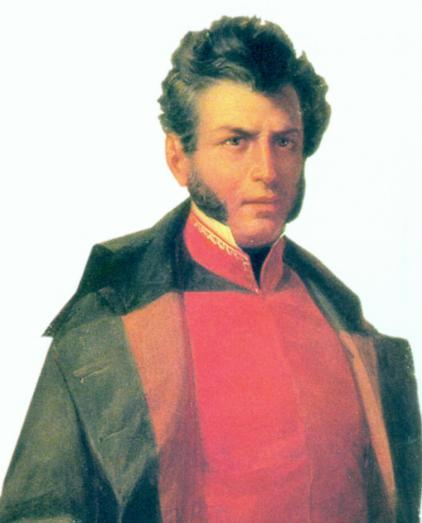
Висенте Герреро

Этот конгресс также одобрил закон о Независимости, написанный Карлосом Марией Бустаманте. Позже здесь был сшит первый мексиканский флаг, и Висенте Герреро присоединился, в соответствии с Планом Игуала, закончившим войну в 1821 году. Первое правительство независимой Мексики разделило страну на 12 департаментов. Территория современного штата была поделена между департаментами Мехико, Пуэбла, Мичиоакан и Оахака.
В 1824 году, по новой конституции, департаменты были преобразованы в штаты. В 1823 году Николас Браво и Висенте Герреро подали прошение о создании Южного штата (Estado del Sur), охватывая земли, которые были под контролем повстанцев в течение войны, но без успеха. Однако федеральное правительство признавало военный округ, центром которого был Чильпансинго, и которым управлял Герреро, до тех пор, как он стал президентом всей страны в 1824 году.
Большая часть страны была в состоянии гражданской войны между либералами (федералистами) и консерваторами (централистами). В одном из сражений В. Герреро был пленён и казнён в Оахаке в 1831 году. В 1836 году Н. Браво предложил создать Южный департамент со столицей в Чильпансинго, включая районы Акапулько, Чилапы, Тлапы и Таско. В 1841 году представители 42 коммун области, называвшиеся «друзья юга», выдвинули предложение о создании Департамента Акапулько. Но и это предложение было отклонено Антонио Лопесом де Санта Анной. В 1847 году Н. Браво и Хуан Альварес предложили создать отдельный субъект для Акапулько, Чилапы и Таско, но в это время началась мексикано-американская война.
После этой войны штаты Пуэбла, Мехико и Мичоакан были убеждены уступить свои территории для создания нового штата, и в 1849 году президент Хосе Хоакин де Эррера выпустил декрет о создании нового штата, которому было присвоено название в честь президента Герреро. Хуан Альварес стал первым губернатором штата, а город Tixtla — первой столицей. Штат был создан из муниципалитетов Акапулько, Чилапа и Таско штата Мехико, Тлапа — Пуэбла и Койука — Мичоакана. В 1870 году столица была переведена в Чильпансинго.
В этом штате Хуан Альварес восстал против правительства Игнасио Комонфорта и провозгласил План Айютла в 1854 году. Однако восстание было подавлено федеральными войсками. Больше восстаний последовало после принятия конституции 1857 года. Эти восстания были частью продолжавшейся борьбы между либералами и консерваторами. Герреро был в основном вотчиной консерваторов и выступал против конституции 1857 года и Законов о Реформе. Интенсивные сражения между сторонами продолжались в течение всего XIX века.
Большая часть периода президентства П. Диаса была спокойной в штате, было избрано 10 губернаторов, хотя только двое из них были уроженцами Герреро. Экономика концентрировалась в руках нескольких землевладельцев, военных и других. Несмотря на то, что в экономике были достигнуты определённые успехи, простые люди всё ещё жили в бедности. Принимались законы, была построена инфраструктура, принесшая пользу главным игрокам в экономике. В течение этого периода был построен ряд фабрик. Акапулько был связан с Мехико железной дорогой в 1890-х годах.
Несмотря на экономическое процветание, многие люди оставались без работы. В конце XIX века пришли в упадок горная промышленность и хлопководство. Некоторые из первых восстаний произошли в штате против Диаса. В 1873 году в Ла Монтанье Паскуаль Клаудио провозгласил План Шочиуауэтлана, с поддержкой тлапанеков и миштеков, стремился к национализации земель. Год спустя восстание было подавлено. В 1876 году полевые рабочие в различных областях восстали против налогов, захвата земель и притеснения политических заключённых. Другое восстание произошло в 1887 году в области Тлапа во главе с Сильверио Леоном. В 1891 году движение, возглавляемое Хосе Куэвасом, имело мессианский характер и стремилось свергнуть правительство Диаса. В этом случае федеральный контроль над большей частью штата был ослаблен. В 1900-х годах множество интеллектуалов, включая Эусебио С. Альмонте (внук Морелоса) восстало политически против федерального правительства и властей штата. Восстание было подавлено Викториано Уэртой. Множество других восстаний против правительства Диаса вспыхивало в штате вплоть до мексиканской революции 1910 года. С этого момента многие мятежники присоединились к сапатистам.

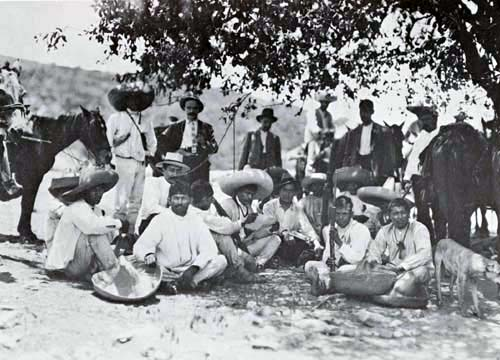
Сапатисты

В 1911 году, после того, как Диас ушёл отставку, последние поддерживавшие его войска в Герреро сдали Акапулько. Мятежники, лояльные Франсиско И. Мадеро, выбрали Франсиско Фигероа губернатором и установили столицу Герреро в Акапулько. В то время, как Мадеро был первоначально популярен в Герреро, он вскоре потерял поддержку из-за отказа возвратить земли, которые требовали различные местные и сельские группы. С этого момента в Герреро с новой силой вспыхнуло восстание Сапаты. Сапатисты скоро взяли под контроль Центральные долины и стратегические позиции на севере штата. Когда Викториано Уэрта взял под контроль всю страну, сапатисты Герреро соединили силы с войсками, лояльными Венустиано Каррансе, и управляли почти всем штатом до 1914 года. В течение этого периода земли были перераспределены. Однако после того, как Уэрта ушёл в отставку, и Карранса стал президентом, сапатисты выступили уже и против него. Карранса предложил пост губернатора штата Хулиану Бланко в 1915 году, но он был убит год спустя. С этого момента происходили сражения между сапатистами и войсками, лояльными Каррансе. Это закончилось в 1919 году, когда Эмилиано Сапата умер и в его движении произошёл раскол. Сапатисты после окончания войны в 1920 году были признаны политической силой в Герреро. Сапатист Родольфо Нери стал новым губернатором. В 1921 году он начал аграрную реформу, организовал рабочие союзы и сделал образование обязательным. Хотя революция окончилась, в Герреро наблюдалась межфракционная борьба между политическими лидерами и споры по земле, образованию и политике.
В 1923 году вспыхнуло восстание во главе с Ромуло Фигероа. Также напряжённость наблюдалась в 1927 году, и на территории штата происходили сражения Войны Кристеро.

Символ, использовавшийся кристеро Христос - Царь и Богородица Гвадалупская.

В 1928 году к власти в штате пришла правосоциалистическая Институционно-революционная партия (PRI), кандидат от которой Адриан Кастрехон (Adrián Castrejón Castrejón) был избран губернатором Герреро. В 1930-х годах происходило множество забастовок. С помощью федерального правительства были произведены улучшения в методах сельхозобработки земель, внедрения новых культур (кокосовые пальмы, сезам, кофе). Были введены некоторые отрасли промышленности, в особенности в Игуале и Чильпансинго. Большинство из них были связаны с пищевым производством, электроэнергетикой и добывающей отраслью. С 1930-х годов ремесленничество и туризм играли важную роль в экономике. В Таско была начата добыча и обработка серебра. Туризм стал концентрироваться в Акапулько, Сиуатанехо и Истапе.

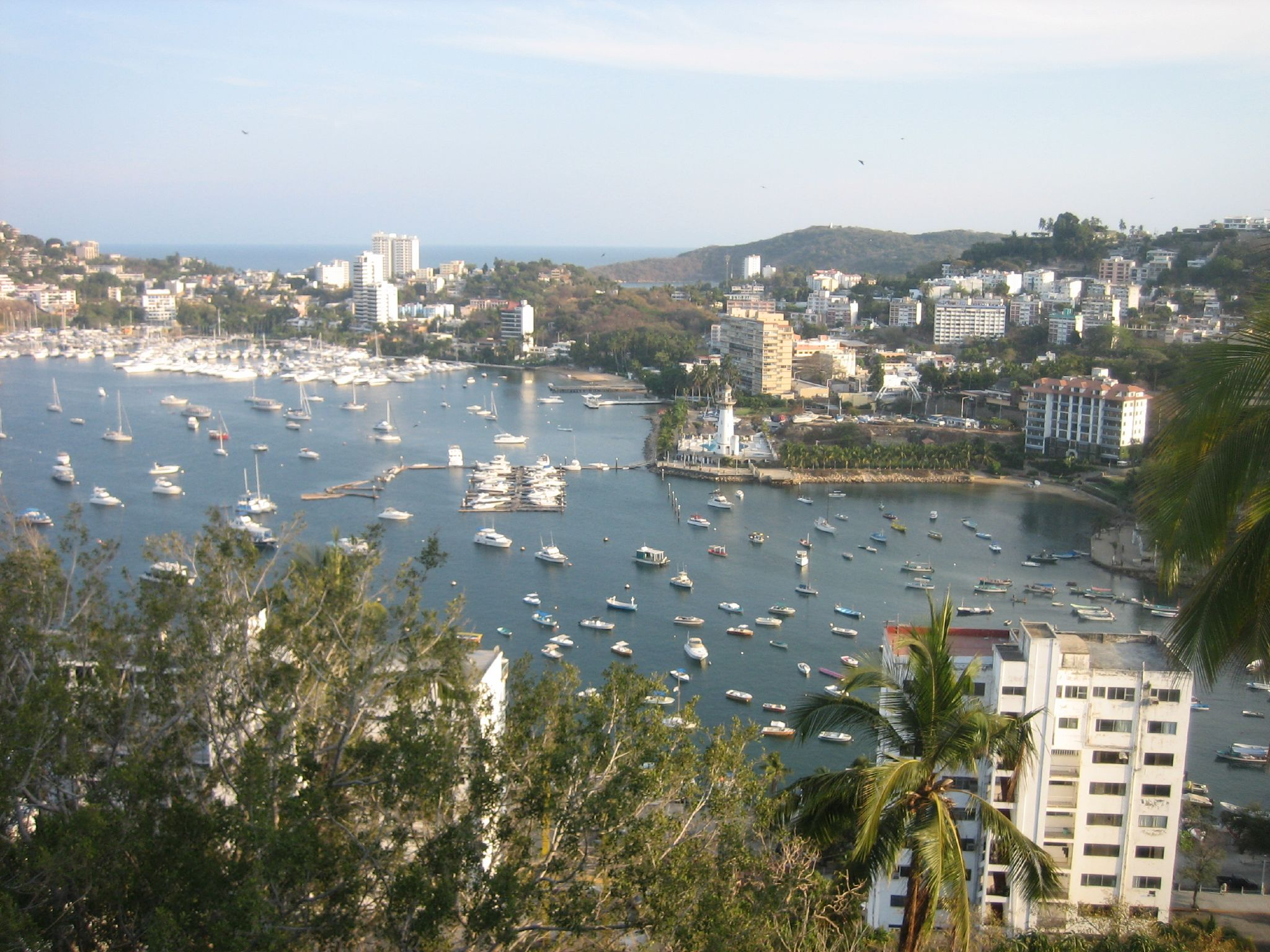
Бухта Акапулько

Акапулько стал первой главной достопримечательностью штата в 1950-х годах, когда голливудские звёзды, такие как Элизабет Тейлор, Фрэнк Синатра, Эдди Фишер, Бриджит Бардо и другие сделали курорт фешенебельным.
Во время президентства Мигеля Алемана (Miguel Alemán) в 1946—1952 годах в Герреро хлынул большой поток федеральных денег, ускоривших экономическое развитие штата. В течение 1960—1970-х годов были построены новые гостиницы, улучшена инфраструктура. Больше не было необходимости быть миллионером, чтобы отдохнуть в Акапулько. Сиуатанехо с соседней курортной областью Истапа были развиты федеральным правительством в 1970-х и 1980-х годах, чтобы увеличить количество туристов. В 2005 году в политической жизни штата произошли изменения. На пост губернатора был избран кандидат от социал-демократической партии PRD С. Торребланка (Zeferino Torreblanca Galindo). В 2011 году также кандидат от этой партии победил в губернаторской гонке. 20 марта 2012 года в штате произошло землетрясение магнитудой 7,5 по шкале Рихтера. Эпицентр толчков находился в районе курортного города Акапулько. Жертв не было. Как заявил губернатор штата, на его территории были повреждены около пятисот зданий, причем часть из них разрушена.

## Население
Население штата на 2010 год составляет 3 388 768 человек. Герреро служит домом для примерно 390 000 индейцев, большая часть которых живёт в горных районах. Наиболее распространённые индейские языки региона: нахуатль (38,9 %), миштекский (27 %) и тлапанек (21,9 %). Значительная часть индейского населения не владеет испанским.
Динамика численности населения:
- 1940 год — 732 910 чел.
- 1950 год — 919 386 чел.
- 1960 год — 1 186 716 чел.
- 1970 год — 1 597 360 чел.
- 1980 год — 2 109 513 чел.
- 1990 год — 2 620 637 чел.
- 2000 год — 3 079 649 чел.
- 2010 год — 3 388 768 чел.

Крупные города:
- Акапулько — 673 479 чел.
- Чильпансинго — 187 251 чел.
- Игуала — 140 363 чел.
- Сиуатанехо — 67 408 чел.
- Таско-де-Аларкон — 52 217 чел.

## Административное деление

Административная карта Мексики.

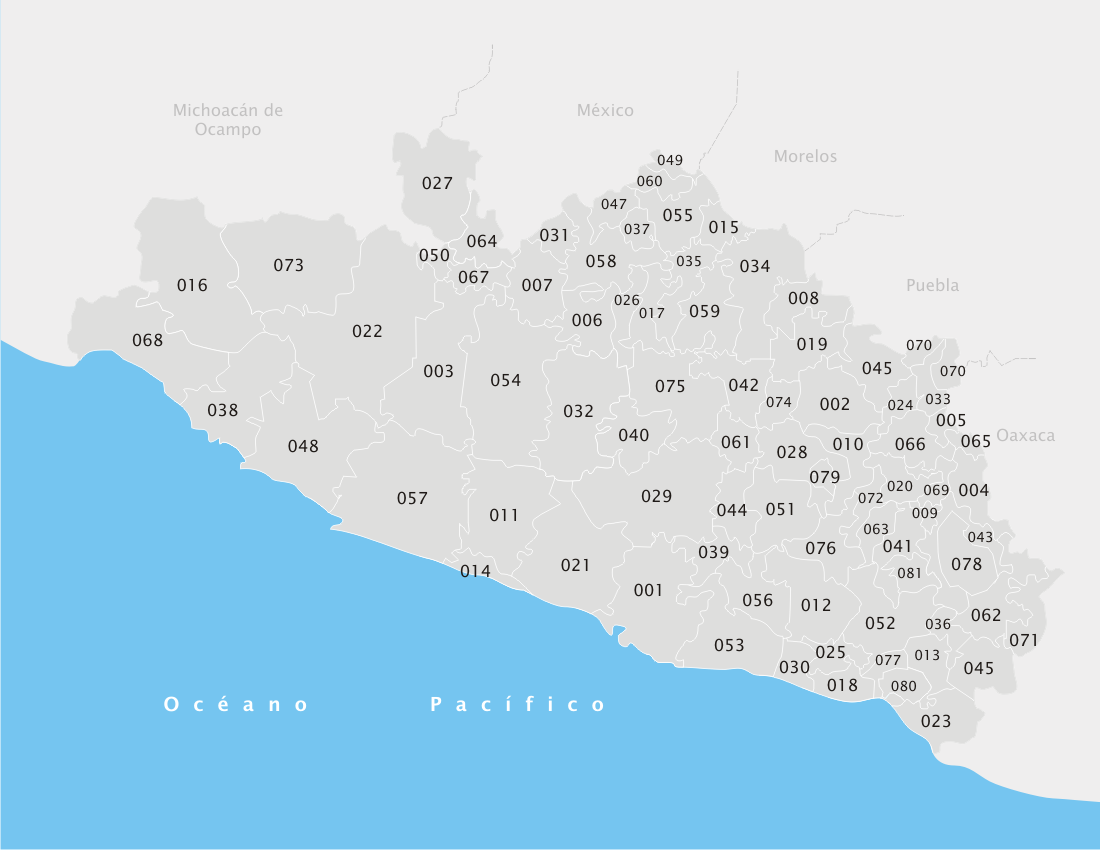
Административная карта штата Герреро.

| Код INEGI | Муниципалитеты (русск.)           | Муниципалитеты (ориг.)              |
| --------- | --------------------------------- | ----------------------------------- |
| 001       | Акапулько-де-Хуарес               | (Acapulco)                          |
| 002       | Акатепес                          | (Acatepec)                          |
| 003       | Ахучитлан-дель-Прогресо           | (Ajuchitlán)                        |
| 004       | Ауакуоцинго                       | (Ahuacuotzingo)                     |
| 005       | Алькосаука-де-Герреро             | (Alcozauca de Guerrero)             |
| 006       | Альпоека                          | (Alpoyeca)                          |
| 007       | Апастла                           | (Apaxtla de Castrejón)              |
| 008       | Арселия                           | (Arcelia)                           |
| 009       | Атенанго-дель-Рио                 | (Atenango del Río)                  |
| 010       | Атламахальсинго-дель-Монте        | (Atlamajalcingo del Monte)          |
| 011       | Атлистак                          | (Atlixtac)                          |
| 012       | Атояк-де-Альварес                 | (Atoyac de Álvarez)                 |
| 013       | Аютла-де-лос-Либрес               | (Ayutla de los Libres)              |
| 014       | Асою                              | (Azoyu)                             |
| 015       | Бенито-Хуарес                     | (Benito Juárez)                     |
| 016       | Буэнависта-де-Куэльяр             | (Buenavista de Cuéllar)             |
| 017       | Чилапа-де-Альварес                | (Chilapa de Álvarez)                |
| 018       | Чильпансинго-де-лос-Браво         | (Chilpancingo de los Bravo)         |
| 019       | Коахуаютла-де-Хосе-Мария-Изасага  | (Coahuayutla de José María Izazaga) |
| 020       | Кокула                            | (Cocula)                            |
| 021       | Копала                            | (Copala)                            |
| 022       | Копалильо                         | (Copalillo)                         |
| 023       | Копанатойяс                       | (Copanatoyac)                       |
| 024       | Коюка-де-Бенитес                  | (Coyuca de Benítez)                 |
| 025       | Коюка-де-Каталан                  | (Coyuca de Catalán)                 |
| 026       | Куахиникилапа                     | (Cuajinicuilapa)                    |
| 027       | Куалак                            | (Cualac)                            |
| 028       | Куаутепек                         | (Cuautepec)                         |
| 029       | Куэцала-дель-Прогресо             | (Cuetzala del Progreso)             |
| 030       | Куцамала-де-Пинсон                | (Cutzamala de Pinzón)               |
| 031       | Эдуардо-Нери                      | (Eduardo Neri)                      |
| 032       | Флоренсио Вильяреал               | (Florencio Villarreal)              |
| 033       | Генерал Кануто А. Нери            | (General Canuto A. Neri)            |
| 034       | Генерал Елиодоро Кастильо         | (General Heliodoro Castillo)        |
| 035       | Уамуститлан                       | (Huamuxtitlán)                      |
| 036       | Уицуко-де-лос-Фигероа             | (Huitzuco de los Figueroa)          |
| 037       | Игуала-де-ла-Индепенденсия        | (Iguala de la Independencia)        |
| 038       | Игуалапа                          | (Igualapa)                          |
| 039       | Искатеопан-де-Куаутемос           | (Ixcateopan de Cuauhtémoc)          |
| 040       | Сиуатанехо-де-Асуэта              | (Zihuatanejo de Azueta)             |
| 041       | Хуан-Эскудеро                     | (Juan R. Escudero)                  |
| 042       | Ла-Унион-де-Исидоро-Монтес-де-Ока | (La Unión de Isidoro Montes de Oca) |
| 043       | Леонардо-Браво                    | (Leonardo Bravo)                    |
| 044       | Малиналтепек                      | (Malinaltepec)                      |
| 045       | Мартир-де-Куилапан                | (Mártir de Cuilapán)                |
| 046       | Метлатонок                        | (Metlatonoc)                        |
| 047       | Мочитлан                          | (Mochitlán)                         |
| 048       | Олинала                           | (Olinalá)                           |
| 049       | Ометепек                          | (Ometepec)                          |
| 050       | Педро Аскенсио Алкисирас          | (Pedro Ascencio Alquisiras)         |
| 051       | Петатлан                          | (Petatlán)                          |
| 052       | Пилкаия                           | (Pilcaya)                           |
| 053       | Пунгарабато                       | (Pungarabato)                       |
| 054       | Кечултенанго                      | (Quechultenango)                    |
| 055       | Сан-Луис-Акатлан                  | (San Luis Acatlán)                  |
| 056       | Сан-Маркос                        | (San Marcos)                        |
| 057       | Сан-Мигель-Тотолапан              | (San Miguel Totolapan)              |
| 058       | Таско-де-Аларкон                  | (Taxco de Alarcón)                  |
| 059       | Текоанапа                         | (Tecoanapa)                         |
| 060       | Текпан-де-Галеана                 | (Tecpán de Galeana)                 |
| 061       | Телолоапан                        | (Teloloapan)                        |
| 062       | Тепекоакилько-де-Трухано          | (Tepecoacuilco de Trujano)          |
| 063       | Тетипак                           | (Tetipac)                           |
| 064       | Тистла-де-Герреро                 | (Tixtla de Guerrero)                |
| 065       | Тлакоачистлаюака                  | (Tlacoachistlahuaca)                |
| 066       | Тлакоапа                          | (Tlacoapa)                          |
| 067       | Тлалчапа                          | (Tlalchapa)                         |
| 068       | Тлалистакилья-де-Малдонадо        | (Tlalixtaquilla de Maldonado)       |
| 069       | Тлапа-де-Комонфорт                | (Tlapa de Comonfort)                |
| 070       | Тлапеуала                         | (Tlapehuala)                        |
| 071       | Салпатлауас                       | (Xalpatlahuac)                      |
| 072       | Сочиуеуетлан                      | (Xochihuehuetlan)                   |
| 073       | Сочистлауака                      | (Xochistlahuaca)                    |
| 074       | Сапотитлан Таблас                 | (Zapotitlán Tablas)                 |
| 075       | Сирандаро                         | (Zirándaro de los Chávez)           |
| 076       | Ситлала                           | (Zitlala)                           |
| 077       | Маркелия                          | (Marquelia)                         |
| 078       | Кочоапа-эль-Гранде                | (Cochoapa el Grande)                |
| 079       | Хосе-Хоакин-де-Эррера             | (José Joaquín de Herrera)           |
| 080       | Хучитан                           | (Juchitán)                          |
| 081       | Ильятенко                         | (Iliatenco)                         |

## Экономика
Сельское хозяйство базируется на таких продуктах как кукуруза, рис, бобовые, помидоры, соя, бамия, овощи. На внутренний рынок и на экспорт идут также такие фрукты, как папайя, дыни, арбузы, бананы, манго, цитрусовые. Развито животноводство.
Длинное побережье способствует развитию рыболовства, которое играет важную роль в экономике региона. Развит также туризм, который имеет особое значение для Герреро и для Мексики в целом.
Тем не менее, Герреро входит в число наиболее бедных и слабо развитых штатов страны. Крайне высока доля эмигрантов, покидающих штат ради лучшей жизни в США и северных штатах Мексики.

## Образование
До 1970-х годов неграмотность была крайне важной проблемой региона. Показатель на 1970 год — 48 %, к 1990 году он сократился до 26,8 %. Тем не менее проблема неграмотности остаётся, и около 21 % населения Герреро неграмотны и сегодня. В сельских муниципалитетах, таких как Метлатонок и Тлакоачитлахуака, неграмотны 70—80 % населения; самый низкий показатель в Акапулько и в Игуала.

## Герб
Герб штата представляет собой синий с красной каймой щит, вписанный в золотой картуш. На щите изображён воин в традиционном одеянии (шкура леопарда) с палицей и щитом. Щит увенчан разноцветными перьями в количестве 11 штук. В центре диадемы росток тростника или acatl. Диадема символизирует власть. Ацтекский воин олицетворяет силу, защиту территории. Пятна на шкуре леопарда символизируют ночное небо — символ бога ночи Тескальтлипоки (Tezcaltlipoca). Штат Герреро не имеет официально утверждённого флага. Часто используется белое полотнище с изображением герба в центре.